# Roccaraso
Roccaraso est une commune de la province de L'Aquila, dans la région des Abruzzes, en Italie.

## Cyclisme
Roccaraso (Aremogna) a été grimpée à plusieurs reprises sur le Tour d'Italie. C'est une ascension classée en deuxième catégorie. La 9e étape du Giro 2020 fut disputée dans des conditions humides. 
| Édition | Étape                            | Passage ou arrivée au sommet | 1er au sommet ou vainqueur de l'étape | Leader du classement général à l’arrivée de l’étape |
| ------- | -------------------------------- | ---------------------------- | ------------------------------------- | --------------------------------------------------- |
| 2016    | 6e étape (Ponte - Roccaraso)     | Arrivée au sommet            | Tim Wellens                           | Tom Dumoulin                                        |
| 2020    | 9e étape (San Salvo - Roccaraso) | Arrivée au sommet            | Ruben Guerreiro                       | João Almeida                                        |
| 2022    | 9e étape (Isernia - Blockhaus)   | Passage en cours d’étape     | Diego Rosa                            | Jai Hindley                                         |
| 2023    | 7e étape (Capoue - Gran Sasso)   | Passage en cours d’étape     | Davide Bais                           | Andreas Leknessund                                  |

## Administration
| Période                                  | Période  | Identité         | Étiquette | Qualité |
| ---------------------------------------- | -------- | ---------------- | --------- | ------- |
| 30 mai 2006                              | En cours | Armando Cipriani |           |         |
| Les données manquantes sont à compléter. |          |                  |           |         |

### Hameaux
Aremogna, Pietransieri.

### Communes limitrophes
Ateleta, Barrea, Castel di Sangro, Pescocostanzo, Rivisondoli, San Pietro Avellana (IS), Scontrone.